# Ashton Götz
Ashton Götz (Pirmasens, 16 juli 1993) is een Duits voetballer die bij voorkeur als rechtsback speelt. Hij verruilde medio 2017 Hamburger SV voor Roda JC Kerkrade.

## Clubcarrière
Götz werd geboren in Pirmasens als zoon van een Amerikaanse vader en Duitse moeder. Hij speelde in de jeugd voor FC St. Georg-Horn, SC Concordia, SC Hamm 02 en Hamburger SV. Op 25 maart 2011 maakte hij zijn opwachting in het tweede elftal tegen FC Oberneuland. Op 24 september 2014 debuteerde Götz in de Bundesliga tegen Borussia Mönchengladbach. Hij viel in de slotminuten in voor Dennis Diekmeier. Op 29 oktober 2014 mocht hij voor het eerst in de basiself starten tegen Hertha BSC. In 2017 liep zijn contract af en op 5 september van dat jaar ondertekende hij een eenjarig contract met een optie op nog een seizoen bij Roda JC Kerkrade.